# Eukiefferiella similis
Eukiefferiella similis är en tvåvingeart som beskrevs av Maurice Emile Marie Goetghebuer 1939. Eukiefferiella similis ingår i släktet Eukiefferiella och familjen fjädermyggor.
Artens utbredningsområde är Tyskland. Inga underarter finns listade i Catalogue of Life.